# Farafangana
Farafangana è un comune urbano (firaisana) del Madagascar sud-orientale.
È capoluogo della regione di Atsimo-Atsinanana e del distretto di Farafangana.
Ha una popolazione di 25 046 abitanti (stima 2005 ).